# Fluorid dysprositý
Fluorid dysprositý je anorganická sloučenina s chemickým vzorcem DyF3.

## Příprava
Fluorid dysprositý lze připravit reakcí chloridu dysprositého nebo uhličitanu dysprositého s 40% kyselinou fluorovodíkovou:
DyCl3 + 3 HF → DyF3 + 3 HCl
Dy2(CO3)3 + 6 HF → 2 DyF3 + 3 H2O + 3 CO2
Fluorid dysprositý lze také připravit hydrotermální reakcí dusičnanu dysprositého a tetrafluoroboritanu sodného při teplotě 200 °C.
Fluorid dysprositý lze také připravit smícháním oxidu dysprositého s hydrogendifluoridem amonným a zahřáním směsi na 300 °C, dokud oxid není porézní a dále zahříváním na 700 °C. Po zavedení fluorovodíku dochází k následující reakci:
Dy2O3 + 6 HF → 2 DyF3 + 3 H2O

## Vlastnosti
Fluorid dysprositý je bílá pevná látka bez zápachu, která je nerozpustná ve vodě a má ortorombickou krystalovou strukturu s prostorovou grupou Pnma (Číslo 62)